# 上役のいない月曜日
『上役のいない月曜日』（うわやくのいないげつようび）は、赤川次郎の短編小説、およびそれを表題作としたのユーモア・サラリーマン小説集である。『週刊文春』1979年3月22日号から8月2日号に連載された。単行本は文藝春秋より1983年3月に刊行された。第83回直木賞候補作。

## 収録作品
- 上役のいない月曜日
- 花束のない送別会
- 禁酒の日
- 徒歩十五分
- 見えない手の殺人

解説：権田萬治